# Венозерка
Венозерка — река в России, протекает по территории Пиндушского и Медвежьегорского городских поселений Медвежьегорского района Республики Карелии. Длина реки — 10 км.

## Общие сведения
Река течёт преимущественно в юго-восточном направлении, протекает через озёра Макколампи и Венозеро.
Река в общей сложности имеет семь малых притоков суммарной длиной 12 км.
Устье реки находится на высоте 94,5 м над уровнем моря в 8,1 км по правому берегу реки Вички, впадающей в Онежское озеро.
В нижнем течении Венозерка пересекает трассу Р21 («Кола»).
Населённые пункты на реке отсутствуют.
Код объекта в государственном водном реестре — 01040100612102000015679.